# LG Electronics
LG Electronics is een zeer grote Zuid-Koreaanse fabrikant van consumentenelektronica.
Met zijn hoofdkantoor gevestigd in de LG Twin Towers in het Zuid-Koreaanse Yeouido is LG Electronics het vlaggenschip van de LG Corp., een chaebol (Koreaans conglomeraat). Het bedrijf heeft wereldwijd 75 dochterondernemingen die televisies, huishoudelijke apparaten en telecommunicatieapparaten ontwerpen en fabriceren.

## Geschiedenis
Het bedrijf werd in 1958 opgericht als GoldStar en startte als fabrikant van consumentenelektronica als radio's en televisies. In 1959 maakte het de eerste radio in Zuid-Korea, in 1965 gevolgd door de eerste koelkast en in 1966 maakte het bedrijf de eerste televisie in het land. Als gevolg van globalisatie zag men in de jaren 70 van de twintigste eeuw een sterke groei in het aantal exportproducten. In 1995 werd het bedrijf omgedoopt naar LG Electronics (LGE) en kreeg een nieuw logo.
In 1994 werd GoldStar Semiconductor opgericht. Het was een joint venture van GoldStar en de Amerikaanse telecomondernemeing AT&T. AT&T verkocht zijn belang in GoldStar in 1994. In oktober 1999, vormde de combinatie van LG Semicon en Hyundai Electronics Hynix Semiconductor. In maart 2012 kwam SK Group erbij als minderheidsaandeelhouder en werd de naam gewijzigd in SK Hynix.
In 1999 besloten Philips en LGE een joint venture op te richten voor de productie van lcd's. Philips nam een belang van 50% in LG LCD en betaalde US$ 1,6 miljard. In oktober 2007 verkocht Philips een deel van het belang en hield daarna nog 19,9% van de aandelen in de joint venture.
Op 22 april 2002 kreeg LGE een eigen beursnotering aan de Korea Exchange. GDR's van aandelen staan ook genoteerd aan de London Stock Exchange.  
Tussen 2010 en 2021 produceerde LGE ook smartphones. Het begon met een samenwerkingsverband met Microsoft waarbij LGE smartphones met Windows Mobile heeft gemaakt.
In februari 2022 besloot LGE de productie van zonnepanelen te staken. LG Electronics kampt met hoge kosten voor materiaal en transport en verwacht geen winst meer te maken op deze activiteit. 

## Activiteiten
De activiteiten van LG Electronics zijn verdeeld over vier bedrijfsonderdelen:
- Home Appliance & Air Solution (H&A): waaronder koelkasten, wasmachines, vaatwassers, stofzuigers, kooktoestellen, airconditioners en luchtreinigers;
- Home Entertainment (HE): denk aan televisie, audio, video, computerschermen, personal computers en accessoires;
- Vehicle Component Solutions (VS): infotainment voor auto's, HVAC en dashboards;
- Business Solutions (BS): Oled, Led, laptops, projectoren, medische weergave, robots enzovoorts.

H&A is het grootste onderdeel en vertegenwoordigde in 2022 de helft van de totale omzet, HE staat op nummer twee met en kwart van de omzet en VS en BS verzorgen samen - in min of meer gelijke delen - de rest van de omzet.

## Sponsoring
Het bedrijf sponsorde van 2000 tot 2002 de Engelse voetbalclubs Leicester City FC en Weyside Rovers, later sponsorde het bedrijf Fulham FC en Arsenal FC. Ook sponsorde ze de Fremantle Football Club en de Australische National Rugby League club Cronulla-Sutherland Sharks. Gedurende 2001-2003 werd het snookertoernooi Grand Prix gesponsord, in die jaren was het toernooi bekend onder de naam LG Cup.